# 鮑斯冰原島峰
84°12′S 163°24′E / 84.200°S 163.400°E
鮑斯冰原島峰（英語：Bauhs Nunatak），是南極洲的冰原島峰，位於杜費克海岸，處於天狼星山東南面6公里，海拔高度2,225米，以美國研究隊的科學家命名，現時由南極條約體系管理。